# Tripsacum australe
Tripsacum australe là một loài thực vật có hoa trong họ Hòa thảo. Loài này được Cutler & E.S.Anderson miêu tả khoa học đầu tiên năm 1941.